# 加美乃素本舗
株式会社加美乃素本舗（かみのもとほんぽ）は、兵庫県神戸市中央区に本社を置く育毛剤を中心とした化粧品と医薬品・医薬部外品のメーカーである。
1932年（昭和7年）に世界に先駆けて養毛剤「加美乃素」を発売。以来、同社ではヘアケア製品の製造・販売を手掛けている。また、それと並行してスキンケア製品も取り扱っている。
コーポレートスローガンは、「美と健康に奉仕する」。また、社章は日本神話（古事記）に登場する因幡の白兎と大国主命をレイアウトした。

## 沿革
- 1908年（明治41年）8月 - 兵庫県神戸市において創業、「加美紙おしろい」を製造・販売[2]。
- 1932年（昭和7年）4月 - 合資会社として法人化され、現社名にも入っている養毛剤「加美乃素」を発売開始[2]。
- 1951年（昭和26年）4月 - 現在地に本社・工場を移転（工場はその後、本社東側に移転）[2]。
- 1953年（昭和28年）11月 - 株式会社加美乃素本舗に組織変更[2]。
- 1956年（昭和31年）5月 - 東日本に進出（加美乃素東京販売株式会社として、現在は東京支社）[2]。
- 1959年（昭和34年）4月 - 日本テレビで「加美乃素日曜劇場」の放映を開始[2]。
  - 6月 - 東南アジア向け輸出用製品「髪乃素」を発売[2]。
  - 12月 - 日本初の液体整髪料「ポマドール」の発売開始[2]、爆発的な人気を得た[5]。
- 1960年（昭和35年） - 「養毛化粧品の製造方法ほか」にて全国発明表彰の発明賞を受賞[6]。
- 1961年（昭和36年）10月 - 製品がイタリアに進出し、欧州市場を開拓する[2]。
- 1962年（昭和37年）6月 - ニューヨークで開催された「第3回国際化粧品技術者会連盟（英語版）総会」で脱毛症に対する新原料「カミゲン」を発表[2]。
- 1965年（昭和40年）3月 - カミゲンE・Kを配合した「加美乃素A」シリーズを発売[2]。
- 1967年（昭和42年）4月 - 白髪を徐々に黒くする養毛剤「ブラック加美乃素A」および整髪料「ブラックポマドールA」を発売[2]。
- 1968年（昭和43年）4月 - 東京で開催された「第5回国際化粧品技術者会連盟総会」で脱毛症に対する新原料「ネオタカナール誘導体」を発表[2]。
- 1970年（昭和45年）5月 - 若年層向けの養毛剤「メンズ加美乃素」「レディース加美乃素」を発売[2]。
- 1977年（昭和52年）2月 - 宮崎幸三が三代目社長に就任[7][注釈 1]。
- 1995年（平成7年）1月 - 阪神・淡路大震災発生で一部被災[2]。
- 1996年3月 - 美白化粧品「エラステクトホワイトニング」を発売[2]。
- 2000年（平成12年）3月 - 無香料「加美乃素A」を発売[2]。
- 2006年（平成18年）9月 - 「カミクローネ」を発売[2]。
- 2008年（平成20年）8月 - 創業100周年。
- 2014年（平成26年）2月 - 新ブランド「ヘアリエ」誕生[2]。

## 主な商品

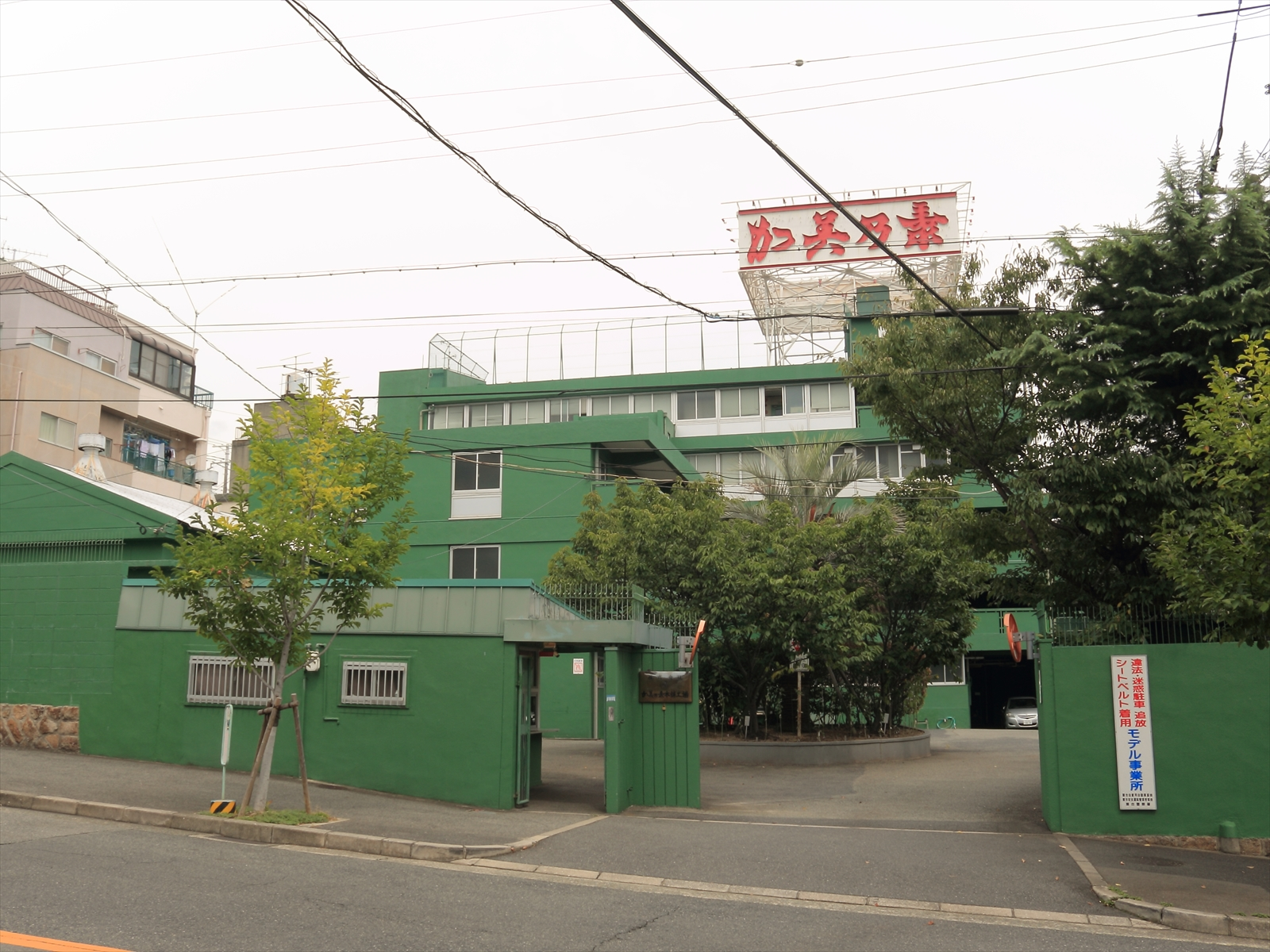
本社工場

### ヘアケア製品
- 加美乃素A【医薬部外品】
- 加美乃素A<無香料>【医薬部外品】
- 強力加美乃素A【医薬部外品】
- 強力加美乃素A<無香料>【医薬部外品】
- 特製強力加美乃素A【医薬部外品】
- 特製強力加美乃素A<無香料>【医薬部外品】
- 加美乃素AD【医薬部外品】
- 薬用加美乃素【医薬部外品】
- 薬用加美乃素S【医薬部外品】
- 薬用加美乃素S-II【医薬部外品】
- 薬用ミネラルヘア育毛剤【医薬部外品】
- 薬用ヘアグロウストゥリガー【医薬部外品】
- メンズ加美乃素【医薬部外品】
- 髪乃素【第2類医薬品】
- ブラック加美乃素A【医薬部外品】
- ブラック加美乃素NEO
- ブラックポマドール
- レディースダークブラウン加美乃素
- レディース加美乃素【医薬部外品】
- レディース加美乃素EX【医薬部外品】
- レディース加美乃素HQ【医薬部外品】
- 薬用 美髪源【医薬部外品】
- レディシック美髪エッセンス【医薬部外品】
- ヘアアクセルレーター【医薬部外品】
- カミノ21【医薬部外品】
- ターフ薬用育毛ローションNZ-II【医薬部外品】
- チャージ薬用育毛トニック【医薬部外品】
- チャージ薬用コンディショニングシャンプー【医薬部外品】
- 薬用シャンプー・コンディショナー【医薬部外品】
- ポマドール　オリーブヘアエモリエント
- 加美乃素メンズポマドール
- 加美乃素レディースポマドール
- カラーデエコ・カラーデリタッチ
- カラーアゲイン
- カミクローネ
- カミクローネEX
- 加美乃素ハールワッサー[注釈 2]

### スキンケア製品
- エラステクトホワイトニングシリーズ
  - フェイスウォッシュフォーム
  - マイルドウォーターUV
  - モイスチュアアップミルクVC
  - モイスチュアアップエッセンスVC
  - モイスチュアクリーム
  - ホワイトニングボディジェルVC

## 宝塚歌劇団との関係

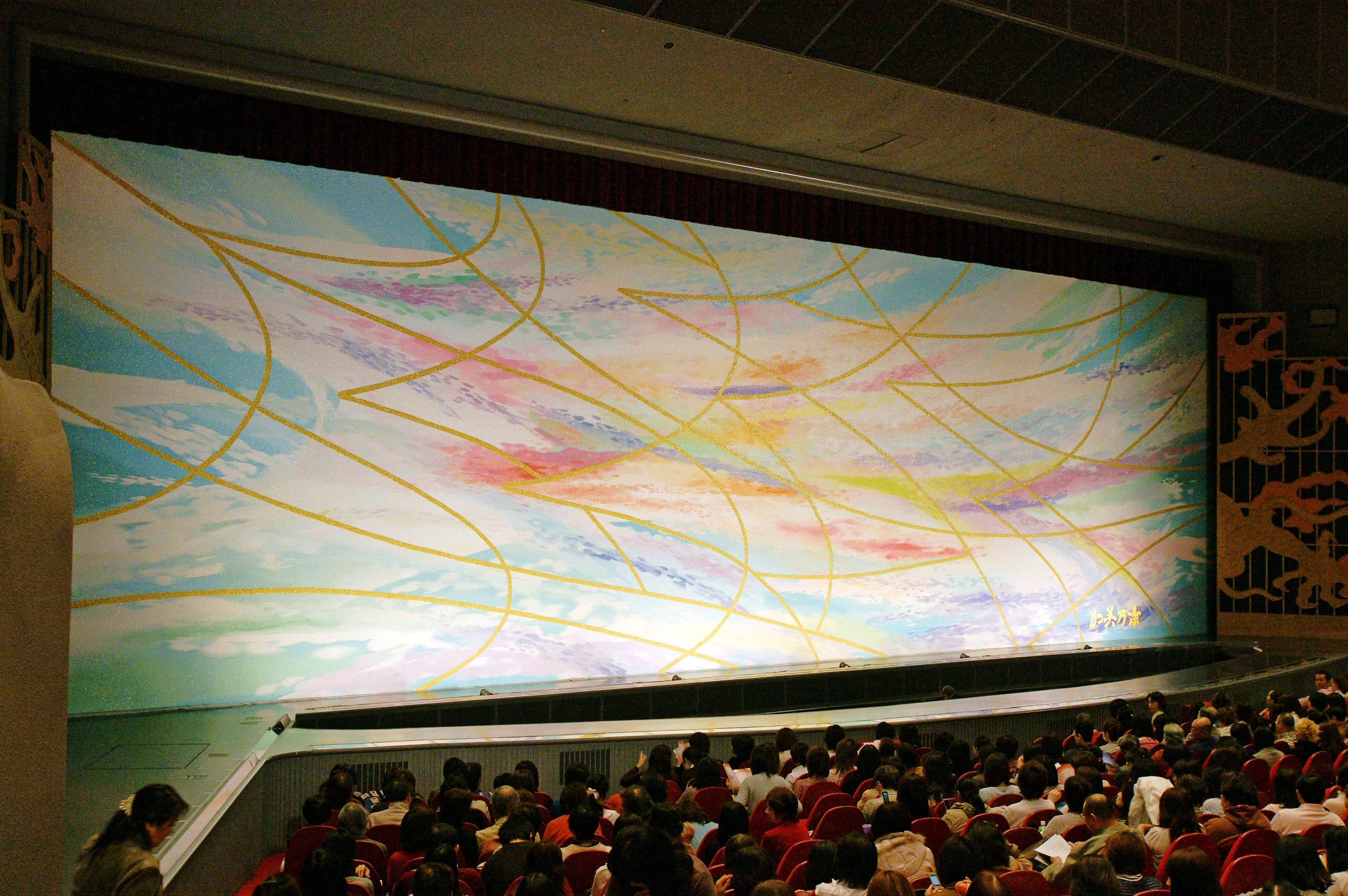
加美乃素が寄贈した宝塚大劇場の緞帳「Access the World -飛翔-」

1960年代年後半より、同社と同じ兵庫県に本拠地を構える宝塚歌劇団の生徒をイメージキャラクターとして起用している。過去には寿ひずるをはじめ、大地真央、四季乃花恵、貴城けい、北翔海莉、月城かなと、極美慎らが務めた。1975年には加美乃素オンステージ全国タカラジェンヌ公演を全国47会場で開催した。年に1度、宝塚大劇場にて貸切公演を行っている。
2009年10月16日、宝塚大劇場に緞帳「Access the World -飛翔-」を寄贈した。2018年8月3日、宝塚大劇場に新しい緞帳「Forever～時を越えて～」を寄贈した。

## テレビCM
同じ神戸市に本社を置く地元独立局のサンテレビジョンや、宮城テレビ放送にて主力製品の「加美乃素A」のCMが放送されている。2015年4月より加美乃素本舗ウェブサイト内で「加美乃素80年もの篇」などの30秒CMとして公開している。一時期は休止していたが、今は全国ネットを中心に、様々な放送局で放送されている。

### 主なCMのバージョン
- 1970年代に制作されたフィルム映像を流した後に「世界に伸びる 加美乃素」というテロップが表示されるバージョン（世界に伸びるの部分は太い明朝体で、加美乃素の部分はゴシック体でそれぞれ表示）。このCMは30秒版（歌がフルコーラス）と15秒版（サビの部分のみ）があるが、現在でもこの15秒バージョンのCMが放送されている。
- 青色のレオタードを着た男女の集団が背を向けて自身の頭皮を揉んでいるバージョン（1980年代から1991年まで 薬用加美乃素）
- KEYBOの歌がバックに流れる光月美央主演のバージョン（1992年 アクセルレーターアップグレード、1993年 ビオシグナル）
- 歌舞伎俳優の坂東八十助（後の十代目坂東三津五郎、当時は寿ひずると結婚していた）が出演していたバージョン（1995年 阪神・淡路大震災直後の企業CM・1996年 薬用ターフ／制作；Vcom・演出；畠中隆好・音楽；田中道博）
- 「加美乃素」がドミノ形式で現れるバージョン（2019年）

### スポンサー番組
現在
- グッド!モーニング （テレビ朝日・関東ローカル） - 2015年4月より。木曜・5時50分頃のニュースコーナー。
- 火曜は全力!華大さんと千鳥くん（関西テレビ放送制作・フジテレビ系列全国ネット） - 2021年4月6日放送より提供開始。隔週で前半と後半で提供枠交代。同年6月末で一旦降りるが、同年10月から12月まで提供。2022年度4月から再び提供開始。
- 池上彰のニュースそうだったのか!!（テレビ朝日系列全国ネット） - 2022年4月2日放送より提供開始。
- 朝生ワイド す・またん!（ytv・関西ローカル） - 月曜
- ZIP!（CTV・東海ローカル） - 金曜・6時台前半ローカルスポンサー(6:14頃〜6:24頃)

上記の他、2022年時点では全国ネットの単発番組での提供も行っている。
過去
- 八木治郎ショー・いい朝8時（毎日放送制作・TBS系列）
- すてきな出逢い いい朝8時（毎日放送制作・TBS系列）
- 加美乃素日曜劇場（日本テレビ）
- やまかんヒット大賞（読売テレビ制作・日本テレビ系列） - 後期より
- さかさまショー（読売テレビ制作・日本テレビ系列）
- 特訓!グリグリ名人会（読売テレビ制作・日本テレビ系列）
- スター変身!（読売テレビ制作・日本テレビ系列）
- そっくりショー（第3期・第4期）（読売テレビ制作・日本テレビ系列）
- 全日本歌謡選手権（読売テレビ制作・日本テレビ系列） - 1975年10月改編?〜1976年12月25日（番組の最終回）まで担当。
- 鶴瓶上岡パペポTV（読売テレビ制作・日本テレビ系列） - 広島テレビ等一部地域でローカルスポンサーに付いていた。
- 2時のワイドショー（読売テレビ制作・日本テレビ系列）
- ウェークアップ!（読売テレビ制作・日本テレビ系列）
- THEワイド（日本テレビ・読売テレビ共同制作）
- 遠くへ行きたい（読売テレビ制作・日本テレビ系列）
- ラジオDEごめん（中京テレビ）
- ラジごめII金曜日の王様（中京テレビ） - 毎年、夏の間だけスポンサーに付いていた。
- DADA L.M.D.、CLUB DADA（テレビ朝日）
- スーパーJチャンネル（テレビ朝日） - 関東ローカル
- 情報プレゼンター とくダネ!（フジテレビ・ナショナルセールス）-2019年4月より9月まで。後半。
- 開運!なんでも鑑定団 極上!お宝サロン（BSジャパン→BSテレ東）
- ナニコレ珍百景 （テレビ朝日・全国ネット） - 2020年4月より9月まで。18時30分枠の全国ネットのスポンサー。他

## 関連書籍
- 山敷捨多郎 著『だるま物語1 紙白紛 : 私の事業創世記』実業之日本社、1966年
- 山敷捨多郎 著『だるま物語2 転機に立つ : 私の事業創世記』実業之日本社、1967年
- 山敷捨多郎 著『だるま物語3 飛躍への布石 : 私の事業創世記』実業之日本社、1968年